# Une vie de Pintade à Moscou
Une vie de Pintade à Moscou est un guide touristique écrit par une journaliste française, Madeleine Leroyer, sous la direction de Layla Demay et Laure Watrin. 

## Résumé
Une vie de Pintade à Moscou est un recueil de chroniques journalistiques et de bonnes adresses moscovites. L'ouvrage dépeint les modes de vie des Moscovites. Il recense environ 200 adresses d'établissements moscovites. 

## Chapitres
- Au perchoir[1]
- Un poulailler élevé au naturel[1]
- À corps perdu[1]
- Des lendemains qui chantent (pas toujours justes)[1]
- Les pintades (dé)-brouillent les pistes[1]
- Place rouge pour nuits blanches[1]
- La perestroïka de la marmite[1]
- Héroïnes (sans contes de fées)[1]
- Ciel mon moujik![1]
- Jeux d'enfants[1]
- Consommé de volaille[1]

## Ce titre dans d'autres formats et éditions
- 1 titre publié aux éditions Calmann-Lévy :
  - Madeleine Leroyer, Layla Demay (dir.) et Laure Watrin (dir.) (ill. Saana Kassou), Une vie de Pintade à Moscou : Portraits piquants des Moscovites, Paris, Calmann-Lévy, coll. « Documents, Actualités, Société / Pintades », 22 février 2012, 1re éd., 416 p., 14 cm × 22,6 cm × 2,5 cm, couverture couleur, broché (ISBN 978-2-7021-4291-2 et 2-7021-4291-5, présentation en ligne)